# 李承 (唐)
李 承（り しょう、722年 - 783年）は、唐代の官僚。本貫は趙州高邑県。

## 経歴
国子司業の李畬（李至遠の子）の次男として生まれた。幼くして父を失い、兄の李曄に養育された。成長すると、兄に孝事して知られた。明経に挙げられ、大理寺評事に累進した。河南採訪使の郭納の下で判官をつとめた。尹子奇が汴州を包囲すると、李承は反乱軍に捕らえられ、拘束されて洛陽に送られた。李承は燕の朝廷にあって、上疏して計略を献じ、多くは聞き届けられた。至徳2載（757年）、唐が長安と洛陽を奪回すると、李承は臨川県尉に左遷された。数カ月後に徳清県令に転じ、10日ほどして監察御史に任じられた。淮南節度使の崔円の要請により留められて判官をつとめ、検校刑部員外郎に累進し、侍御史を兼ねた。大暦3年（768年）、崔円が死去すると、李承は撫州刺史・江州刺史を歴任し、考課の成績は連続して最優秀であった。検校考功郎中に転じて、江州刺史を兼ねた。長安に召還されて吏部郎中に任じられた。ほどなく淮南西道黜陟使となり、楚州に常豊堰を置いて海潮を防ぐよう上奏し、これが完成すると、塩気を含むやせ地の屯田の歳収が10倍にもなった。
建中2年（781年）、山南東道節度使の梁崇義が勝手放題に傲慢な行為をおこなっており、朝廷は討伐を加えようとしていた。淮西節度使の李希烈がこれを探知すると、梁崇義の罪悪を列挙して上表し、率先して征討したいと請願した。徳宗はこれを聞いて喜び、朝臣に対して李希烈の忠誠を称賛した。李承は黜陟使の任務から長安に帰ると、「李希烈が兵を率いて討伐すれば、必ず勲功がありましょう。ただおそらくは功績を立てた後、ほしいままに振る舞って、朝廷の定めた法規を守らず、必ずや皇帝の問罪の軍をわずらわすことになりましょう」と上奏した。徳宗ははじめ信じなかった。ほどなく李希烈が梁崇義を平定した後、秩序に叛く行為の痕跡があったことから、徳宗は李承の言を思い出し、かれを抜擢しようとした。7月、李承は同州刺史・河中尹・晋絳都防禦観察使に任じられた。9月、襄州刺史・山南東道節度観察塩鉄等使に転じた。ときすでに李希烈が兵を率いて襄州の地を占有していた。朝廷は李希烈が命を聞かないことを憂慮し、禁兵に李承を送らせようとしたが、李承は単騎で赴くことを願い出た。襄州に到着すると、李希烈は李承を外館に置いて、かれを従わせようとさまざまな手段で脅迫したが、李承は平然とした態度を崩さなかった。李希烈は李承を屈服させられないと知ると、襄州の地を略奪して去っていった。李承が統治すること1年ほどで、襄州は被害から復興された。
李希烈は蔡州に帰ったが、将校たちを襄州に留め、のちには襄州に使者を送って、往来を絶やさなかった。李承もまた腹心の臧叔雅を許州や蔡州に往来させて、李希烈の腹心の周曽・王玢・姚憺らと厚く結んだ。周曽らが李希烈を謀殺し、淮西の人々が朝廷に帰順するにあたって、その多くは李承の立てた計略によるものであった。ほどなく李承は検校工部尚書に転じ、潭州刺史・湖南都団練観察使を兼ねた。建中4年（783年）7月、在官のまま死去した。享年は62。吏部尚書の位を追贈された。

## 伝記資料
- 『旧唐書』巻115 列伝第65
- 『新唐書』巻143 列伝第68